# Microstoma microstoma
Microstoma microstoma är en fiskart som först beskrevs av Risso, 1810.  Microstoma microstoma ingår i släktet Microstoma och familjen Microstomatidae. Inga underarter finns listade i Catalogue of Life.